# NGC 2570
NGC 2570 est une galaxie spirale située dans la constellation du Cancer. NGC 2570 a été découverte par l'astronome britannique Ralph Copeland en 1873.

## Caractéristiques
Sa vitesse par rapport au fond diffus cosmologique est de 6 803 ± 17 km/s, ce qui correspond à une distance de Hubble de 100,3 ± 7,0 Mpc (∼327 millions d'al).
À ce jour, une douzaine de mesures non basées sur le décalage vers le rouge (redshift) donnent une distance de 90,050 ± 11,142 Mpc (∼294 millions d'al), ce qui est à l'intérieur des valeurs de la distance de Hubble. Notons cependant que c'est avec la valeur moyenne des mesures indépendantes, lorsqu'elles existent, que la base de données NASA/IPAC calcule le diamètre d'une galaxie et qu'en conséquence le diamètre de NGC 2570 pourrait être d'environ 37,9 kpc (∼124 000 al) si on utilisait la distance de Hubble pour le calculer.
La classe de luminosité de NGC 2570 est I-II et elle présente une large raie HI.
En raison d'une brillance de surface égale à 14,05 mag/am2, on peut qualifier NGC 2570 de galaxie à faible brillance de surface (LSB en anglais pour low surface brightness). Les galaxies LSB sont des galaxies diffuses (D) avec une brillance de surface inférieure de moins d'une magnitude à celle du ciel nocturne ambiant.